# Xe législature de l'Assemblée régionale de Murcie
La Xe législature de l'Assemblée régionale de Murcie est un cycle parlementaire de l'Assemblée régionale de Murcie, d'une durée de quatre ans, ouvert le 11 juin 2019 à la suite des élections du 26 mai 2019, et clos le 4 avril 2023.

## Bureau
| Poste                   | Titulaire                  | Parti | Parti |
| ----------------------- | -------------------------- | ----- | ----- |
| Président               | Alberto Castillo           |       | Cs    |
| Premier vice-président  | Miguel Ángel Miralles      |       | PP    |
| Seconde vice-présidente | Gloria Alarcón             |       | PSOE  |
| Premier secrétaire      | Francisco Carrera          |       | Vox   |
| Premier secrétaire      | Carmen Ruiz (19/10/2022)   |       | PP    |
| Second secrétaire       | Emilio Ivars               |       | PSOE  |
| Second secrétaire       | Antonio Espín (02/09/2020) |       | PSOE  |

## Groupes parlementaires
| Nom | Nom               | Début | 21/06/21 | 10/10/22 | Fin | Porte-parole                                                               |
| --- | ----------------- | ----- | -------- | -------- | --- | -------------------------------------------------------------------------- |
|     | Groupe socialiste | 17    | 17       | 17       | 17  | Diego Conesa Francisco Lucas (14/12/2021)                                  |
|     | Groupe populaire  | 16    | 16       | 16       | 16  | Joaquín Segado                                                             |
|     | Groupe Ciudadanos | 6     | 4        | 4        | 4   | Isabel Franco Juan José Molina (09/09/2019) Francisco Álvarez (09/04/2021) |
|     | Groupe Vox        | 4     | 4        | 0        | -   | Juan José Liarte                                                           |
|     | Groupe mixte      | 2     | 4        | 8        | 8   | Poste tournant                                                             |

## Commissions parlementaires
| Commission                                                                                          | Président                      | Parti | Parti |
| --------------------------------------------------------------------------------------------------- | ------------------------------ | ----- | ----- |
| Commissions permanentes législatives                                                                |                                |       |       |
| Commission des Affaires générales et institutionnelles, de l'Union européenne et des Droits humains | Miriam Guardiola               | PP    |       |
| Commission de l'Économie, des Finances et du Budget                                                 | Dolores Valcárcel              | PP    |       |
| Commission de la Politique territoriale, de l'Environnement, de l'Agriculture et de l'Eau           | Pascual Salvador               | Vox   |       |
| Commission de la Politique territoriale, de l'Environnement, de l'Agriculture et de l'Eau           | Francisco Carrera (16/02/2021) | Vox   |       |
| Commission de la Politique territoriale, de l'Environnement, de l'Agriculture et de l'Eau           | vacant                         |       |       |
| Commission de l'Industrie, du Travail, du Commerce et du Tourisme                                   | Valle Miguélez                 | Cs    |       |
| Commission de l'Industrie, du Travail, du Commerce et du Tourisme                                   | Francisco Álvarez (22/11/2021) | Cs    |       |
| Commission de la Santé et de la Politique sociale                                                   | Miguel Ángel Miralles          | PP    |       |
| Commission de l'Éducation et de la Culture                                                          | Juan José Molina               | Cs    |       |
| Commission de l'Éducation et de la Culture                                                          | Francisco Álvarez (10/03/2022) | Cs    |       |
| Commissions permanentes non-législatives                                                            |                                |       |       |
| Commission des Pétitions et de la Défense du citoyen                                                | Consagración Martínez          | PSOE  |       |
| Commission du Statut des députés et de l'Activité politique                                         | Alberto Castillo               | Cs    |       |
| Commissions spéciales ou d'enquête                                                                  |                                |       |       |
| Commission spéciale sur le Financement régional                                                     | Gloria Alarcón                 | PSOE  |       |
| Commission spéciale sur l'Eau                                                                       | Clara Valverde                 | PP    |       |
| Commission spéciale d'étude sur le Plan de relance économique et social                             | Miguel Ángel Miralles          | PP    |       |
| Commission spéciale sur le Handicap                                                                 | Sonia Ruiz                     | PP    |       |
| Commission spéciale d'étude sur les Mesures nécessaires pour récupérer la Mar Menor                 | Juan José Molina               | Cs    |       |
| Commission d'enquête sur l'arrivée de migrants irréguliers durant la pandémie                       | Víctor Martínez-Carrasco       | PP    |       |

## Gouvernement et opposition

### Investiture
| Candidat                  | Date                                      | Vote       |      |    |    |     |      | Résultat |  |  |  |  |  |  |  |  |  |  |  |  |  |  |  |
| Candidat                  | Date                                      | Vote       | PSOE | PP | Cs | Vox | Pod. | Résultat |  |  |  |  |  |  |  |  |  |  |  |  |  |  |  |
| Fernando López Miras (PP) | 2 juillet 2019 (majorité absolue requise) | Oui        |      | 16 | 6  |     |      | 22 / 45  |  |  |  |  |  |  |  |  |  |  |  |  |  |  |  |
| Fernando López Miras (PP) | 2 juillet 2019 (majorité absolue requise) | Non        | 17   |    |    | 4   | 2    | 23 / 45  |  |  |  |  |  |  |  |  |  |  |  |  |  |  |  |
| Fernando López Miras (PP) | 2 juillet 2019 (majorité absolue requise) | Abstention |      |    |    |     |      | 0 / 45   |  |  |  |  |  |  |  |  |  |  |  |  |  |  |  |
| Fernando López Miras (PP) |                                           |            |      |    |    |     |      |          |  |  |  |  |  |  |  |  |  |  |  |  |  |  |  |
| Fernando López Miras (PP) | 4 juillet 2019 (majorité simple)          | Oui        |      | 16 | 6  |     |      | 22 / 45  |  |  |  |  |  |  |  |  |  |  |  |  |  |  |  |
| Fernando López Miras (PP) | 4 juillet 2019 (majorité simple)          | Non        | 17   |    |    | 4   | 2    | 23 / 45  |  |  |  |  |  |  |  |  |  |  |  |  |  |  |  |
| Fernando López Miras (PP) | 4 juillet 2019 (majorité simple)          | Abstention |      |    |    |     |      | 0 / 45   |  |  |  |  |  |  |  |  |  |  |  |  |  |  |  |

| Candidat                  | Date                                       | Vote       |      |    |    |     |      | Résultat |
| Candidat                  | Date                                       | Vote       | PSOE | PP | Cs | Vox | Pod. | Résultat |
| Fernando López Miras (PP) | 26 juillet 2019 (majorité absolue requise) | Oui        |      | 16 | 6  | 4   |      | 26 / 45  |
| Fernando López Miras (PP) | 26 juillet 2019 (majorité absolue requise) | Non        | 16   |    |    |     | 2    | 18 / 45  |
| Fernando López Miras (PP) | 26 juillet 2019 (majorité absolue requise) | Abstention |      |    |    |     |      | 0 / 45   |
| Fernando López Miras (PP) | 26 juillet 2019 (majorité absolue requise) | Absent     | 1    |    |    |     |      | 1 / 45   |

### Motion de censure de Ciudadanos
| Candidat                | Date                                    | Vote       |      |    |    |     |      | Résultat |
| Candidat                | Date                                    | Vote       | PSOE | PP | Cs | Vox | Pod. | Résultat |
| Ana Martínez Vidal (Cs) | 18 mars 2021 (majorité absolue requise) | Oui        | 17   |    | 2  |     | 2    | 21 / 45  |
| Ana Martínez Vidal (Cs) | 18 mars 2021 (majorité absolue requise) | Non        |      | 16 | 3  | 4   |      | 23 / 45  |
| Ana Martínez Vidal (Cs) | 18 mars 2021 (majorité absolue requise) | Abstention |      |    | 1  |     |      | 1 / 45   |

## Désignations

### Sénateurs
| Parti | Parti | Sénateurs désignés         | Voix |
| ----- | ----- | -------------------------- | ---- |
| PSOE  |       | Lourdes Retuerto Rodríguez | 16   |
| Cs    |       | Miguel Sánchez López       | 22   |